# Kék (település)
Kék község Szabolcs-Szatmár-Bereg vármegyében, a Kemecsei járásban.

## Fekvése
A megye középső-északi részén fekszik, a Rétközben, a Lónyai csatorna mellett.
A közvetlenül szomszédos települések: észak felől Újdombrád, kelet felől Demecser, dél felől Nyírbogdány, nyugat felől Vasmegyer, északnyugat felől pedig Beszterec.
A térség fontosabb települései közül Demecser 4, Beszterec és Nyírbogdány 7-7, Vasmegyer 12, Tiszarád 14,5, Tiszatelek 17, Nagyhalász pedig 22 kilométer távolságra található.

### Megközelítése
Közúton három irányból érhető el: Nyírbogdány és Demecser felől a 3827-es, Beszterec érintésével pedig a 3826-os úton; utóbbi tekinthető a község főutcájának is egyben.
A hazai vasútvonalak közül a Budapest–Záhony-vasútvonal érinti, melynek egy megállási pontja van itt. Kék megállóhely a belterület déli szélétől bő fél kilométerre délre, külterületek között helyezkedik el, közúti elérését a 3826-os és 3827-es utak találkozási pontjától induló, számozatlan, de burkolt alsóbbrendű út teszi lehetővé.

## Nevének eredete
Neve a magyar kék színnévből ered; azonban ebben az időben (első írásos említése 1268-ból ered) ez a szó még a zöld színt is jelentette. Valószínűleg a természetes tájra vonatkozott. A közelben van még Kékcse településnév és egy Kéklő nevű domb is.

## Története
Kék nevét 1268-ban említik először az oklevelek, mint várbirtokot. Ekkor V. István és IV. László királyok Karászi Sándor bánnak adják királyi adományként.
1333-ban Karászi Sándor bán unokája a települést Magyar Pál gimesi várnagynak adta el. Ekkor a Zichy család oklevéltárában, Poss. seu terra Keek néven van nevezve.
1554-ben Serédy István és Várdai Mihály megosztoznak rajta. 1630-ban, miután a Várday család kihalt, a birtok újból a kincstárra szállt vissza.
1739-től 1763-ig lakatlanul állt.
A 18. század második felétől a 19. század első feléig azonban már több birtokosa is ismert: a Tatár, Pap, Szalánczy, Szegedy, Rédey, Gönczy, Jármy, Irinyi, Verbay, Tahy, gróf Vay, Soós, Olasz, Nemes, Megyery, Laskay, Krucsay, és Kriston családok voltak birtokosai.
A 20. század elején nagyobb birtokosa volt a Tóth család, Tóth István.
A település érdekes elnevezésű dűlőnevei voltak: Kormoly, Gyalap tó, Gemes-sziget.

## Közélete

### Polgármesterei
- 1990–1994: Medgyesi István (független)[4]
- 1994–1998: Medgyesi István (független)[5]
- 1998–2000: Medgyesi István (független)[6]
- 2001–2002: Poór Sándor (független)[7][8]
- 2002–2006: Poór Sándor (független)[9]
- 2006–2007: Poór Sándor (független)[10]
- 2007–2010: Poór Sándor (független)[11]
- 2010–2014: Poór Sándor (független)[12]
- 2014–2019: Poór Sándor (független)[13]
- 2019–2024: Poór Sándor (független)[14]
- 2024– : Poór Sándor (független)[1]

A településen 2001. március 11-én időközi polgármester-választást tartottak, az előző polgármester lemondása miatt.
2007. augusztus 26-án újra időközi polgármester-választást (és képviselő-testületi választást) kellett tartani Kéken, ezúttal az előző képviselő-testület önfeloszlatása miatt. A választáson az addigi polgármester is elindult, és egyetlen kihívójával szemben meg is nyerte azt.

## Népesség
A település népességének változása:
| Lakosok száma | 1966 | 1933 | 1935 | 1897 | 1905 | 1906 | 1889 |
|               | 2013 | 2014 | 2015 | 2021 | 2022 | 2023 | 2024 |

2001-ben a település lakosságának 92%-a magyar, 8%-a cigány nemzetiségűnek vallotta magát.
A 2011-es népszámlálás során a lakosok 91,8%-a magyarnak, 9,9% cigánynak, 0,2% románnak, 0,2% ukránnak mondta magát (8,2% nem nyilatkozott; a kettős identitások miatt a végösszeg nagyobb lehet 100%-nál). A vallási megoszlás a következő volt: római katolikus 22,8%, református 51,9%, görögkatolikus 5,9%, felekezeten kívüli 1,1% (18,1% nem válaszolt).
2022-ben a lakosság 92,1%-a vallotta magát magyarnak, 4% cigánynak, 0,2% németnek, 0,1-0,1% ukránnak, szlováknak és románnak, 1,3% egyéb, nem hazai nemzetiségűnek (7,8% nem nyilatkozott; a kettős identitások miatt a végösszeg nagyobb lehet 100%-nál). Vallásuk szerint 16,3% volt római katolikus, 43% református, 5,5% görög katolikus, 0,8% egyéb keresztény, 0,2% evangélikus, 0,1% izraelita, 0,1% ortodox, 5,1% felekezeten kívüli (28,7% nem válaszolt).

## Nevezetességei
- Református templom - 1818-ban épült.